# Luxemburgse dwangrekruten

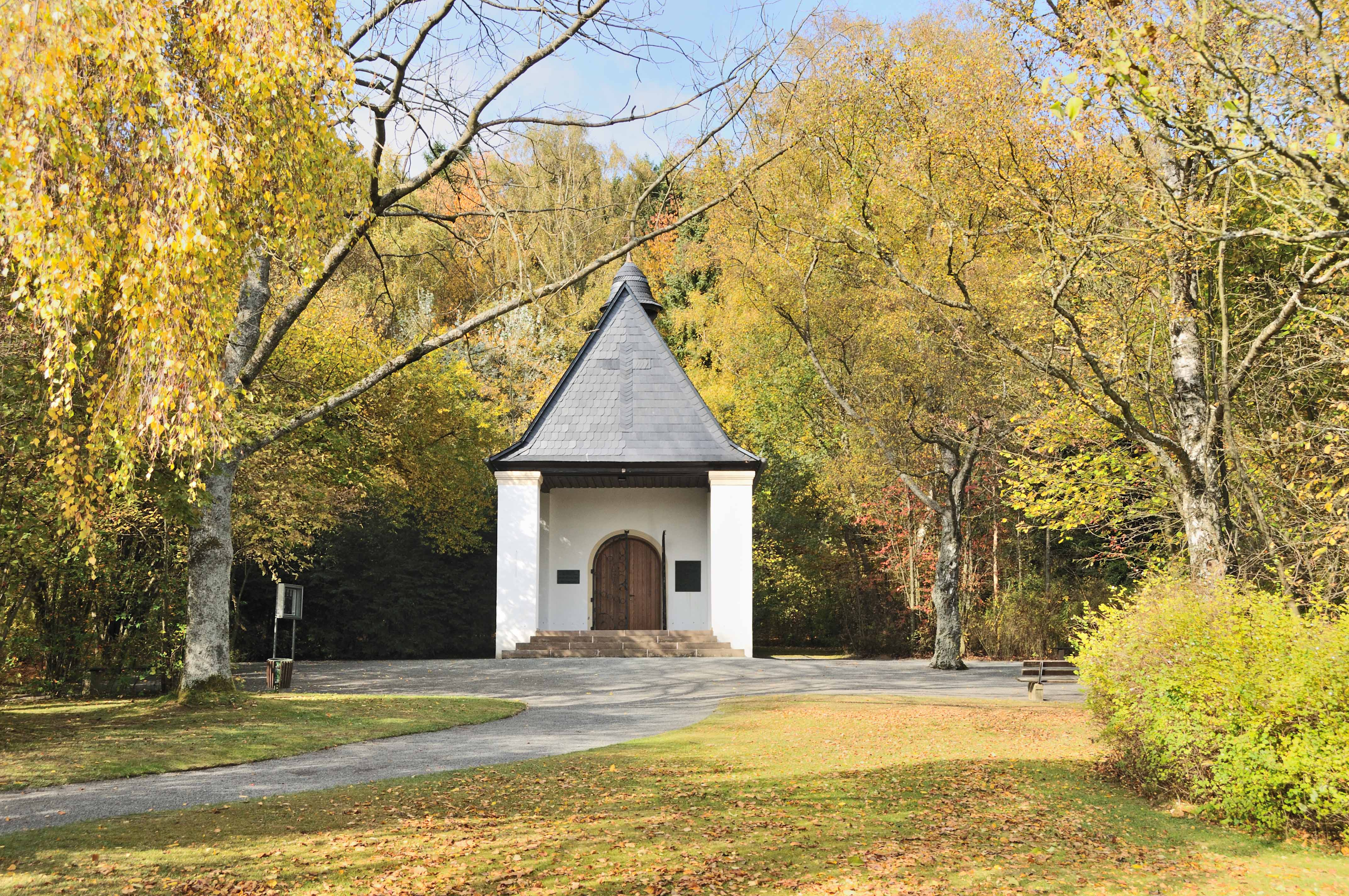
Kapel in concentratiekamp Hinzert ter nagedachtenis aan de Luxemburgse gevangenen.

Luxemburgse dwangrekruten (Luxemburgs: Zwangsrekrutéierten, Frans: Enrôlés de force) betreft 11.160 Luxemburgse burgers die na de annexatie van het land door nazi-Duitsland tijdens de Tweede Wereldoorlog vanaf 30 augustus 1942 gedwongen werden dienst te nemen in het Duitse leger of de Waffen-SS door de plaatselijke gouwleider Gustav Simon. Deze verordening leidde in Luxemburg tot een algemene staking, die door de bezetters werd neergeslagen. In eerste instantie werden de jaargangen 1920 tot 1924 onder de wapens geroepen. Later kwamen daar ook de jaargangen 1925 tot 1927 bij. Luxemburgers die zich aan de rekrutering probeerden te onttrekken of aan de staking deelnamen werden gedeporteerd naar het concentratiekamp Hinzert bij Trier.
De situatie is vergelijkbaar met de Malgré-nous uit de Elzas en Lotharingen en de gerekruteerde Duitstalige burgers uit de sinds 1920 Belgische Oostkantons.